# Heinrich Sutermeister
Heinrich Sutermeister (ur. 12 sierpnia 1910 w Feuerthalen, zm. 16 marca 1995 w Vaux-sur-Morges) – szwajcarski kompozytor.

## Życiorys
Uczył się historii muzyki u Karla Nefa i gry na fortepianie u Charlotte Schramek. Studiował też filologię na uniwersytecie w Bazylei i Uniwersytecie Paryskim. W latach 1931–1934 studiował w Akademie der Tonkust w Monachium u Waltera Courvoisiera (harmonia i kontrapunkt) i Hugo Röhra (dyrygentura). Od 1934 do 1935 roku pracował jako korepetytor w teatrze miejskim w Bazylei. W latach 1958–1960 pełnił funkcję prezesa szwajcarskiego stowarzyszenia ochrony praw autorskich. Był wykładowcą Hochschule für Musik w Hanowerze (1963–1975).
Otrzymał nagrodę Sociéte des Auteurs et Compositeurs Dramatiques (1962), nagrodę operową miasta Salzburga (1965), nagrodę Schweizerischer Tonkünstlerverein (1967) i Prix de la Fondation Pierre Meylan (1991). Od 1977 roku był członkiem Bayerische Akademie der Schönen Künste w Monachium.

## Twórczość
W zakresie stosowanych technik był kompozytorem zachowawczym, jego język muzyczny ukształtował się pod wpływem oper Giuseppe Verdiego i kontaktów z Carlem Orffem, a także inspiracji muzyką Arthura Honeggera. Przykładał wagę do zrozumiałości muzyki przez słuchacza. Jego domeną były przede wszystkim dzieła sceniczne, tworzył też cieszące się dużą popularnością w Szwajcarii dzieła wokalno-instrumentalne o tematyce religijnej.

## Ważniejsze kompozycje
(na podstawie materiałów źródłowych)

### Utwory orkiestrowe
- Divertimento I na orkiestrę smyczkową (1936)
- Lieder und Tänze na małą orkiestrę smyczkową (1939)
- fantazja na temat szwajcarskich pieśni ludowych Die Alpen z głosem recytującym (1948)
- Marche fantasque (1950)
- Divertimento II (1959–1960)
- Poème funebre. En mémoire de P. Hindemith na orkiestrę smyczkową (1965)
- Sérénade pour Montreux na orkiestrę kameralną (1970)
- Aubade pour Morges (1979)
- 3 koncerty fortepianowe (I 1943, II 1953, III 1961–1962)
- 2 koncerty wiolonczelowe (I 1955, II 1971)
- Koncert na klarnet (1975)
- koncert na flet, obój, klarnet, fagot i orkiestrę Quadrifoglio (1977)

### Utwory kameralne
- Concertino na fortepian i kwintet dęty (1932)
- Capriccio na klarnet (1946)
- 2 serenady (I na 2 klarnet, trąbkę i fagot 1949, II na flet, obój, klarnet, fagot, róg i trąbkę 1961)
- Gavotte de Concert na trąbkę i fortepian (1950)
- Modeste Mignon na 10 instrumentów dętych (1973)

### Utwory fortepianowe
- 12 zweistimmige Inventionen (1934)
- Bergsommer (1941)
- Sonatina (1948)
- Hommage à Arthur Honegger (1955)
- Winterferien (1977)

### Utwory wokalno-instrumentalne
- Sieben Liebesbriefe na tenora i orkiestrę (1935)
- 8 kantat (I „Andreas Gryphius” na chór a cappella 1935–1936, II na alt, chór i 2 fortepiany 1944, III „Dem Allgegenwärtigen” na sopran, bas-baryton, chór i orkiestrę 1960, IV „Das Hohelied” na sopran, baryton, chór i orkiestrę 1960, V „Der Papagei aus Kuba” na chór i orkiestrę kameralną 1961, VI „Erkennen und Schlaffen” na sopran, baryton, chór i orkiestrę 1963, VII „Sonnenhymne des Echnaton” na chór męski i orkiestrę 1965, VIII „Omnia ad Unum” na baryton, chór i orkiestrę 1965–1966)
- Vier Lied na głos wysoki i fortepian (1945)
- Der 70. und 86. Psalm na alt i organy (1947)
- Missa na chór (1948)
- Gloriola na chór, smyczki i fortepian (1952)
- Max und Moritz na kwartet wokalny i fortepian na 4 ręce (1953)
- Zwei Barocklieder na kwartet wokalny i chór (1953)
- Missa da Requiem na sopran, baryton, chór i orkiestrę (1953)
- Vier Lieder na baryton, skrzypce, flet, obój, fagot i klawesyn (1967)
- La Croisade des Enfants na sopran, tenora, bas, recytatora, chór dziecięcy, chór mieszany i orkiestrę (1968)
- Ecclesia na sopran, bas, chór i orkiestrę (1972–1973)
- Te Deum 1975 na sopran, chór i orkiestrę (1974)
- Consolatio philosophiae na głos wysoki i orkiestrę (1977)
- Sechs Liebesbriefe na sopran i orkiestrę (1979)
- Gloria na sopran, chór i orkiestrę (1988)

### Opery
- opera radiowa Die schwarze Spinne (1935, wyk. radio Berno 1936)
- Romeo und Julia (1938-1940, wyst. Drezno 1940)
- Die Zauberinsel (1941–1942, wyst. Drezno 1942)
- Niobe (1943–1945, wyst. Zurych 1946)
- Raskolnikoff (1945–1947, wyst. Sztokholm 1951)
- Titus Feuerfuchs, oder Liebe, Tücke, und Perücke (1956–1958, wyst. Bazylea 1958)
- Seraphine, oder Die stumme Apothekerin (1959, wyk. telewizja Zurych 1959, wyst. Monachium 1960)
- opera telewizyjna Das Gespenst von Canterville (1962–1963, wyk. ZDF 1964)
- Madame Bovary (1966, wyst. Zurych 1967)
- opera telewizyjna Der Flaschenteufel (1969–1970, wyk. ZDF 1971)
- Le Roi Bérenger (1981–1983, wyst. Monachium 1985)

### Balety
- Das Dorf unter dem Gletscher (1936)
- Max und Moritz (1951)